# 194 هـ
194 هـ هي سنة في التقويم الهجري امتدت مقابلةً في التقويم الميلادي بين سنتي 809 و810.

## مواليد
- حنين بن إسحاق العبادي
- عباس بن فرناس
- محمد بن إسماعيل البخاري
- يعقوب الفسوي

## وفيات
- أبو الحسن الأحمر
- شقيق البلخي